# Lophobates
Lophobates là một chi bướm đêm thuộc họ Geometridae.